# Valor (serie televisiva)
Valor è una serie televisiva statunitense di guerra, creata da Kyle Jarrow.
La serie è prodotta da CBS Television Studios e Warner Bros. Television, con Anna Fricke e Kyle Jarrow che occupano il ruolo di showrunner. È stata trasmessa su The CW dal 9 ottobre 2017 al 29 gennaio 2018.
A novembre 2017, la CW ha annunciato che la serie, al di là dei 13 episodi della prima stagione, non sarebbe stata rinnovata per una seconda stagione. L'8 maggio 2018, è stata ufficialmente cancellata.
In Italia, la serie è andata in onda dal 16 gennaio 2020 su Rai 4.

## Episodi
| Stagione       | Episodi | Prima TV USA | Prima TV Italia |
| -------------- | ------- | ------------ | --------------- |
| Prima stagione | 13      | 2017-2018    | 2020            |